# Sarangpur
Sarangpur là một thành phố và khu đô thị của quận Rajgarh thuộc bang Madhya Pradesh, Ấn Độ.

## Địa lý
Sarangpur có vị trí 23°34′B 76°28′Đ / 23,57°B 76,47°Đ Nó có độ cao trung bình là 410 mét (1345 feet).

## Nhân khẩu
Theo điều tra dân số năm 2001 của Ấn Độ, Sarangpur có dân số 32.295 người. Phái nam chiếm 52% tổng số dân và phái nữ chiếm 48%. Sarangpur có tỷ lệ 55% biết đọc biết viết, thấp hơn tỷ lệ trung bình toàn quốc là 59,5%: tỷ lệ cho phái nam là 64%, và tỷ lệ cho phái nữ là 45%. Tại Sarangpur, 18% dân số nhỏ hơn 6 tuổi.